# Donje Raštane
Donje Raštane falu Horvátországban Zára megyében. Közigazgatásilag Sveti Filip i Jakovhoz tartozik.

## Fekvése
Zárától légvonalban 18 km-re, közúton 23 km-re délkeletre, Biogradtól légvonalban 10 km-re, közúton 14 km-re északnyugatra, Dalmácia északi részén, Ravni kotar egy termékeny völgyében fekszik. Határában található az egész vidék látképét meghatározó Vrčevo-hegy.

## Története
Raštane nevét egykoron sűrű tölgyesekkel (horvátul „hrast”) benőtt határáról kapta. Az írásos források 1240-ben említik először, majd 1349-ben, 1385-ben, 1387-ben és 1513-ban is „Hrašćane” néven említik. A horvát Kačić nemzetség birtoka volt, majd a Glamočan és Ramljan családoké. A középkorban Szent György templomának saját plébánosa volt, akit 1446-ban említenek. A templomot valószínűleg a török háborúk során rombolták le. A település ekkor teljesen elnéptelenedett, plébánosát 1532-ben említik utoljára Stjepan Jusić személyében. A kandiai háborút (1669) követően, majd a karlócai béke (1699] után a Šibenik melletti Jezera, Kruševo, Zelengrad, Medviđa, Crno, sőt Hercegovina területéről érkezett családokkal telepítették be. A 17. századtól a goricai plébániához tartozott. A település 1797-ig a Velencei Köztársaság része volt, majd miután a francia seregek felszámolták a Velencei Köztársaságot és a campo formiói béke értelmében osztrák csapatok szállták meg. 1806-ban a pozsonyi béke alapján az Első Francia Császárság Illír Tartományának része lett. 1815-ben a bécsi kongresszus újra Ausztriának adta, amely a Dalmát Királyság részeként Zárából igazgatta 1918-ig. A településnek 1857-ben 261, 1910-ben 379 lakosa volt. Az első világháború után előbb a Szerb-Horvát-Szlovén Királyság, majd Jugoszlávia része lett. A második világháború idején a szomszédos településekkel együtt Olaszország fennhatósága alá került. Az 1943. szeptemberi olasz kapituláció után horvát csapatok vonultak be a településre, amely ezzel visszatért Horvátországhoz. A településnek 2011-ben 499 lakosa volt, akik főként mezőgazdasággal (szőlőtermesztés, konyhakertészet az utóbbi időben fejlődött az olajfatermesztés is) és állattenyésztéssel foglalkoztak. A falu kulturális és művészeti egyesülete a "Sv. Ivan Glavosjek".

## Lakosság
| Lakosság változása | Lakosság változása | Lakosság változása | Lakosság változása | Lakosság változása | Lakosság változása | Lakosság változása | Lakosság változása | Lakosság változása | Lakosság változása | Lakosság változása | Lakosság változása | Lakosság változása | Lakosság változása | Lakosság változása | Lakosság változása |
| ------------------ | ------------------ | ------------------ | ------------------ | ------------------ | ------------------ | ------------------ | ------------------ | ------------------ | ------------------ | ------------------ | ------------------ | ------------------ | ------------------ | ------------------ | ------------------ |
| 1857               | 1869               | 1880               | 1890               | 1900               | 1910               | 1921               | 1931               | 1948               | 1953               | 1961               | 1971               | 1981               | 1991               | 2001               | 2011               |
| 261                | 250                | 123                | 164                | 304                | 379                | 462                | 538                | 368                | 425                | 516                | 539                | 527                | 537                | 482                | 499                |

## Nevezetességei
- Keresztelő Szent János tiszteletére szentelt temploma egyhajós épület sekrestyével. Szembemiséző oltára kőből készült, szentségtartója aranyozott sárgaréz, ambója, szenteltvíztartója kőből készült. Harangtornyában két harang található.[3]
- A raštanei mezőn találhatók az 1446-ban említett és a török korban lerombolt középkori Szent György plébániatemplom romjai.[3]
- A Vrčevo-hegy a történelem folyamán végig fontos stratégiai pont volt. Így volt ez a délszláv háború idején is. A nemzedékről nemzedékre terjedő legenda szerint a Vrčevo egy mágikus hegy, régóta ismert a Boldogasszony hegyeként is. Tetején egy kápolna áll a Rózsafüzér királynője tiszteletére.[2] A hegy alatt illír erőd és török vár, valamint egy Szent Márknak szentelt középkori templom állt.[3]